# 卡蒂瓦卡姆
卡蒂瓦卡姆（Kattivakkam），是印度泰米尔纳德邦Thiruvallur县的一个城镇。总人口32556（2001年）。

## 人口
该地2001年总人口32556人，其中男性16593人，女性15963人；0—6岁人口3837人，其中男1979人，女1858人；识字率71.07%，其中男性为77.85%，女性为64.02%。